# Attentat de la mosquée d'Hérat
L'attentat de la mosquée d'Hérat est un attentat-suicide perpétré le 1er août 2017 par deux membres du groupe terroriste État islamique dans une mosquée chiite d'Hérat, en Afghanistan. L'attaque fait 33 morts et 66 blessés. Elle s'inscrit dans le contexte de la guerre d'Afghanistan qui depuis le départ des troupes occidentales en 2015 continue d'opposer le gouvernement aux groupes djihadistes armés.

## Contexte
Les chiites d'Afghanistan et du Pakistan sont régulièrement la cible des mouvements islamistes sunnites de la région, qui voient en eux des « hérétiques ». C'est notamment le cas avec la branche locale de l'État islamique, appelée « Province du Khorassan », installée dans la région depuis 2015.
La dernière attaque majeure contre cette minorité avait eu lieu le 21 janvier à Parachinar, dans les régions tribales pakistanaises. 
Le 31 juillet, quatre combattants de l'État islamique attaquent l'ambassade d'Irak à Kaboul. Les forces de sécurité les neutralisent après quatre heures de combat. Deux membres du personnel sont tués.

## Déroulement
Le 1er août 2017, vers 20 h (15 h 30 UTC), deux terroristes s'en prennent aux fidèles de la mosquée Jawadya à Hérat, dans l'ouest de l'Afghanistan. Selon la police locale, l'un d'entre eux se fait exploser tandis que le second utilise un fusil, avant d'être tué à son tour. 
Les forces de sécurité se déploient dans le quartier, tandis qu'un premier bilan recense 29 morts et 63 blessés, dont plusieurs dans un état critique. 
Le soir même, des habitants en colère contre l'insécurité s'en prennent à un poste de police et des échauffourées éclatent près de la mosquée et de l'hôpital qui accueille les victimes.

## Bilan
Le 2 août, le bilan définitif est de 33 morts et de 66 blessés. Les corps sont portés à travers la ville dans un climat de tension, et la procession qui rassemble environ 5 000 personnes se transforme rapidement en manifestation hostile au gouvernement accusé d'impuissance face aux extrémistes. Le ministère de l'Intérieur dépêche une délégation chargée d'enquêter et le chef de la police du district touché est suspendu pour négligence.

### Revendication
Dans la nuit, les Talibans rejettent toute responsabilité. C'est le lendemain que l'État islamique revendique l'attaque, se vantant même d'avoir fait « 50 morts et 80 blessés ».